# Bradfield Combust
Bradfield Combust is een dorp in het bestuurlijke gebied Babergh, in het Engelse graafschap Suffolk. Het maakt deel van de civil parish Bradfield Combust with Stanningfield. Het heeft een kerk, middeleeuws, maar in 1869 gerenoveerd.